# Fosen (Karmøy)
Fosen er en ø i Karmøy kommune i Rogaland fylke i Norge. Den ligger øst for Kopervik på den modsatte side af Karmsundet. Øen har et areal på  12,3 km². Det højeste punkt på Fosen er Arafjellet som er 80 meter over havet. Øen har vejforbindelse til fastlandet med en bro over Røyksund.
Karmøytunnellen  går under Karmsundet og Førresfjorden og under Fosen, hvor den har en tunnelarm på 1.164 meter op til øen. Tunnellen har en samlet længde på 8,9 km.